# Christina Clemons
Christina Ali Clemons (* 29. Mai 1990 in der Andrews Air Force Base, Maryland als Christina Manning) ist eine US-amerikanische Hürdenläuferin, die sich auf die 100-Meter-Distanz spezialisiert hat.

## Sportliche Laufbahn
Christina Clemons besuchte die Ohio State University in Columbus und startete 2011 bei der Sommer-Universiade in Shenzhen und gewann dort in 13,17 s die Bronzemedaille über 100 m Hürden hinter ihrer Landsfrau Nia Ali und Natalja Iwoninskaja aus Kasachstan und mit der US-amerikanischen 4-mal-100-Meter-Staffel sicherte sie sich in 43,48 s gemeinsam mit LaKya Brookins, Shayla Mahan und Tiffany Townsend die Silbermedaille hinter dem ukrainischen Team. Im Jahr darauf wurde sie NCAA-Meisterin im 60-Meter-Hürdenlauf in der Halle und siegte auch im Freien über 100 m Hürden. 2017 wurde sie bei der Athletissima in Lausanne in 12,58 s Dritte nahm anschließend auch an den Weltmeisterschaften in London teil und belegte dort mit 12,74 s im Finale den fünften Platz. Daraufhin wurde sie bei Weltklasse Zürich in 12,67 s Dritte und siegte kurz darauf in 12,54 s beim ISTAF Berlin. Im Jahr darauf gewann sie bei den Hallenweltmeisterschaften in Birmingham in 7,79 s die Silbermedaille über 60 m Hürden hinter ihrer Landsfrau Kendra Harrison und wurde im Juli in 12,72 s Dritte beim Meeting International Mohammed VI d'Athletisme de Rabat, ehe sie Anfang September in 12,72 s erneut beim ISTAF siegte. 2019 wurde sie beim Herculis in Monaco in 12,62 s Dritte und siegte zuvor bei den World Relays in Yokohama in 54,96 s in der Hürden-Pendelstaffel. Zudem siegte sie in 12,69 s auch bei den Bislett Games in Oslo. 2021 qualifizierte sie sich US-intern für die Olympischen Sommerspiele in Tokio, bei denen sie bis ins Halbfinale gelangte und dort mit 12,76 s ausschied.
2023 legte sie ein Jahr Wettkampfpause ein und im Jahr darauf schied sie bei den Hallenweltmeisterschaften in Glasgow mit 7,99 s im Halbfinale über 60 m Hürden aus. 2025 gelangte sie bei den Hallenweltmeisterschaften in Nanjing mit 8,03 s auf Rang sieben.

## Persönliche Bestleistungen
- 100 m Hürden: 12,51 s (+1,2 m/s), 20. Juni 2021 in Eugene
  - 60 m Hürden: 7,73 s, 18. Februar 2018 in Albuquerque